# كنيس نيف شالوم

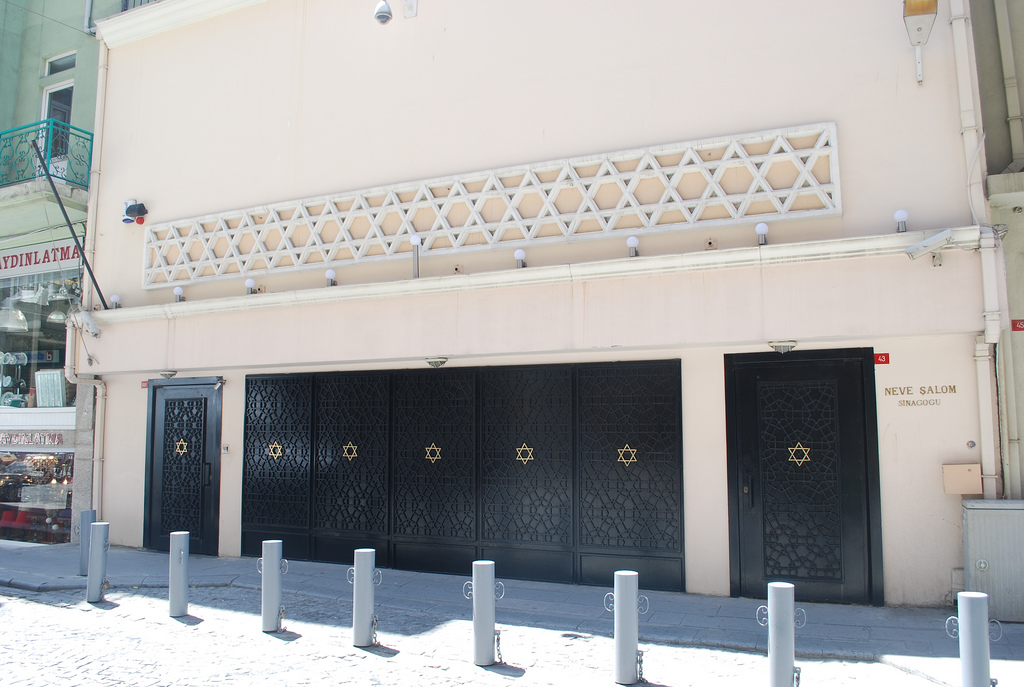

كنيس نيف شالوم (بالعبرية: בית הכנסת נווה שלום) (أي واحة السلام أو وادي السلام) هو كنيس يهودي في حي كراكوي بمنطقة بايوغلو في إسطنبول بتركيا.
تم بناء الكنيس استجابة لزيادة عدد السكان اليهود في حي غلطة القديم (الذي يشمل اليوم منطقة بايوغلو) في أواخر الثلاثينيات. هدمت مدرسة ابتدائية يهودية في عام 1949 لهذا الغرض وقد بني الكنيس على أطلاله. تم الانتهاء من البناء في عام 1951. كان المهندسين المعماريين إليو فينتورا وبيرنار موتولا من الأتراك اليهود الشباب. تم افتتاح الكنيس يوم الأحد 25 مارس 1951 بحضور الحاخام الأكبر في تركيا في ذلك الوقت حاخام باشي رافاييل ديفيد سابان.
نيف شالوم هو أكبر كنيس لليهود السفارديون في إسطنبول ومفتوح للخدمات الدينية مثل الصلاة وبار متسفا والجنازات وحفلات الزفاف.
عانى نيف شالوم من هجومين إرهابيين:
- في 6 سبتمبر 1986 فتح مسلحون النار أثناء خدمة السبت مما أسفر عن مقتل 22 شخصا. يعزى هذا الهجوم إلى الناشط الفلسطيني أبو نضال.[1][2][3]
- في 16 نوفمبر 2003 تعرض الكنيس اليهودي لأحد الهجمات الأربع المفخخة التي وقعت في إسطنبول في ذلك اليوم (انظر تفجيرات إسطنبول 2003).[4] على الرغم من أن جماعة مقاتلة تركية محلية وهي جبهة غزاة الإسلام الشرقية العظمى أعلنت مسؤوليتها عن الهجمات فقد زعمت الشرطة أن التفجيرات «متطورة جدا من قبل تلك الجماعة» وفقا لما ذكره مصدر حكومي إسرائيلي رفيع المستوى: «يجب أن يكون الهجوم منسقا على الأقل مع المنظمات الإرهابية الدولية».